# Hamamatsu

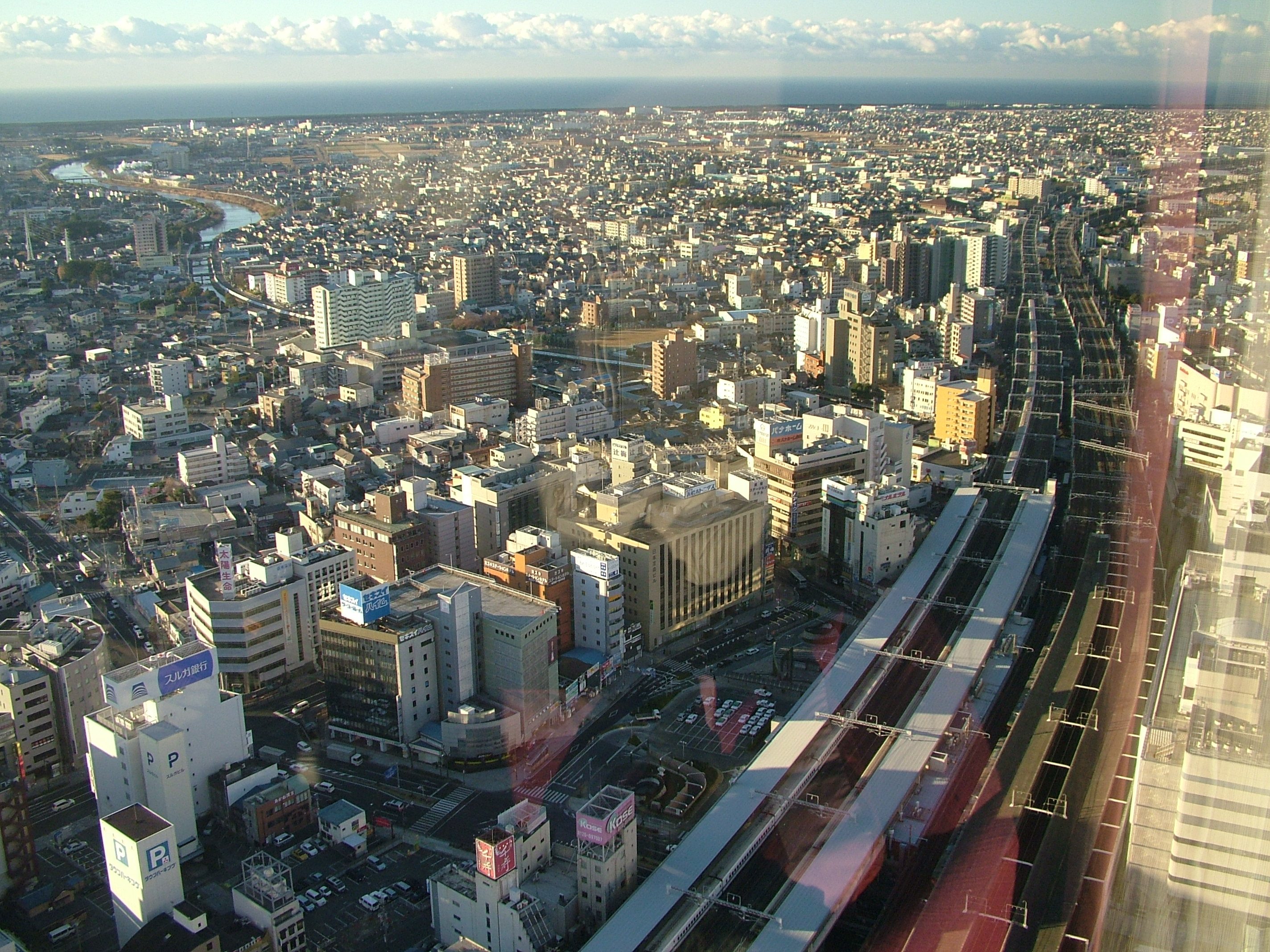
Treinspoor door het centrum van de stad.

Hamamatsu (Japans: 浜松市, Hamamatsu-shi) is een stad in het westen van de prefectuur Shizuoka  in Japan. Het is de grootste stad van de prefectuur Shizuoka . Op 1 juli 2005 fuseerde deze stad met 11 steden en dorpen. Op 1 april 2007 werd het een decretaal gedesigneerde stad.

## Wijken
Hamamatsu heeft zeven wijken (ku):
- Hamakita-ku
- Higashi-ku
- Kita-ku
- Minami-ku
- Naka-ku
- Nishi-ku
- Tenryū-ku

## Industrie
Hamamatsu staat bekend als een industriestad, met name voor muziekinstrumenten en motorfietsen. De stad heeft ook een bekende fabrieksindustrie, maar de meeste bedrijven en fabrieken zijn in de jaren negentig vertrokken. Bekende bedrijven die hun hoofdkantoor in Hamamatsu hebben of daar zijn opgericht:
- Kawai (piano's)
- Roland Corporation (synthesizers)
- Tokai Guitars (gitaren)
- Yamaha Corporation (breed scala aan muziekinstrumenten)
- Honda
- Kanto
- Suzuki

## Sport
De relatief kleine voetbalclub Honda FC is gevestigd in Hamamatsu. Deze club komt uit in de Japan Football League. De club behaalde sinds 1999 driemaal het kampioenschap, viermaal eindigde het als tweede en eenmaal als vijfde.

## Stedenbanden
Hamamatsu heeft een stedenband met:
- Camas (Washington), Verenigde Staten sinds 29 september 1981
- Porterville, Verenigde Staten sinds 2 oktober 1981
- Warschau, Polen sinds 1 februari 1990
- Chehalis, Verenigde Staten sinds 22 oktober 1990
- Rochester, Verenigde Staten sinds 1 oktober 1996

## Aangrenzende steden
- Iwata
- Kosai
- Shimada
- Shinshiro
- Toyohashi

## Geboren in Hamamatsu
- Soichiro Honda (1906-1991), uitvinder van de Honda (auto's en motoren)
- Goro Shimura (1930-2019), wiskundige
- Hiroshi Amano (1960), natuurkundige en Nobelprijswinnaar (2014)
- Yasuhide Ito (1960), componist, muziekpedagoog, dirigent en pianist
- Hideto Suzuki (1974), voetballer
- Hiromi Uehara (1979), jazz pianiste en componist